# آرثر جونسون (لاعب كرة قدم بريطاني)
آرثر جونسون (بالإنجليزية: Arthur Johnson)‏ (23 يناير 1933 بليفربول في المملكة المتحدة - 20 يونيو 2011 في المملكة المتحدة) هو لاعب كرة قدم بريطاني في مركز حراسة المرمى. لعب مع بلاكبيرن روفرز ونادي ريكسهام ونادي ريل ونادي تشستر سيتي ونادي هاليفاكس تاون وNew Brighton A.F.C. ‏.